# Alice Coltrane
Alice Coltrane, nascida Alice McLeod (Detroit, Michigan, 27 de agosto de 1937 — Los Angeles, Califórnia, 12 de janeiro de 2007), foi uma pianista, organista, harpista e compositora de jazz norte-americana. Era meia-irmã do baixista Ernie Farrow e mãe do saxofonista Ravi Coltrane.
Alice Coltrane estudou música clássica e teve lições de piano dadas por Bud Powell. Começou a actuar como intérprete de jazz em Detroit com o seu próprio trio e em dueto com Terry Pollard.
Entre 1962 e 1963 tocou com o quarteto de Terry Gibbs. Foi nessa época que conheceu John Coltrane, com quem viria a se casar em 1966 e de quem viria a ter três filhos, que se juntariam à filha que já tinha de um relacionamento anterior.
Depois da morte do marido continuou a tocar com os seus próprios grupos, caminhando cada vez mais para a música meditativa. Foi uma das poucas harpistas na história do jazz.
Na década de 1970 converteu-se ao Hinduísmo e adoptou o nome de Swamini Turiyasangitananda. Foi uma devota seguidora do guru indiano Sathya Sai Baba. Estabeleceu então o Vedantic Center, próximo a Malibu.
Na década de 1990 voltou a interessar-se pela carreira, realizando então a compilação "Astral Meditations", e em 2004 o seu álbum de regresso "Translinear Light". Na Primavera de 2006 fez três apresentações nos E.U.A. depois de uma interrupção de 35 anos.
Morreu aos 69 anos, no West Hills Hospital and Medical Center nos subúrbios de Los Angeles, devido a uma parada respiratória.